# Mysłowice Brzęczkowice
Mysłowice Brzęczkowice – przystanek kolejowy w Mysłowicach, w dzielnicy Brzęczkowice; w województwie śląskim. Znajdują się na niej 2 perony. Zatrzymują się tutaj tylko pociągi osobowe.

## Ruch pasażerski
| Rok  | Wymiana pasażerska na dobę |
| ---- | -------------------------- |
| 2017 | 0-9                        |
| 2022 | 20-49                      |